# Fuzzy Knight
John Forrest "Fuzzy" Knight (9 de mayo de 1901 – 23 de febrero de 1976) fue un actor cinematográfico y televisivo de nacionalidad estadounidense, que a lo largo de su carrera actuó en más de 180 filmes entre 1929 y 1967, usualmente interpretando a compañeros del héroe cowboy.

## Biografía
Nacido en Fairmont (Virginia Occidental), era el tercer hijo de James A. y Olive Knight, y se educó en la Universidad de Virginia Occidental donde fue animador y estudiante de derecho. Escribió una canción animadora, "Fight Mountaineers," la cual es todavía utilizada con frecuencia por la Banda Mountaineer Marching 90 años después. Además, compuso la melodía para una canción de la Universidad de Virginia Occidental titulada "To Thee Our Alma Mater," con letras de su compañero de estudios David A. Christopher. 
En el college formó una banda propia y tocaba la percusión, hasta que decidió dejar los estudios para dedicarse a actuar en espectáculos de vodevil y en big bands como las de Irving Aaronson y George Olsen. Finalmente, sus dotes para la música y la comedia le llevaron a Nueva York, donde actuó en el Earl Carroll's Vanities de 1927 y en el circuito de Broadway con las obras Here's Howe y Ned Wayburn's Gambols. En los carteles aparecía con su apodo, Fuzzy, que se le había dado a causa de su peculiar suave voz.
Mientras hacía giras con bandas, Knight llegó a Hollywood y actuó en varios cortos musicales para MGM y Paramount Pictures entre 1929 y 1932. Mae West le dio su primer papel destacado en She Done Him Wrong, al cual siguieron actuaciones en multitud de películas a lo largo de los siguientes treinta años. En la década de 1940 trabajaba principalmente en el género western, y en 1940 fue votado como una de las 10 estrellas más taquilleras del western.
Knight se hizo famoso entre las generaciones más jóvenes cuando coprotagonizó con Buster Crabbe la serie televisiva de 1955 Captain Gallant of the Foreign Legion. Más adelante, y ya parcialmente retirado, Knight continuo actuando ocasionalmente en el cine y en la televisión.
Fuzzy Knight falleció en 1976, mientras dormía, en el Motion Picture Country House and Hospital de Woodland Hills (Los Ángeles). Le sobrevivió su esposa, la actriz Patricia Ryan (Thelma de Long era su nombre real). Fue enterrado en el Cementerio Valhalla Memorial Park de Burbank, California. Su tumba está localizada en las proximidades de la de Maxie Rosenbloom, actor con el cual coincidió a lo largo de su carrera, y que falleció dos semanas después que Knight.

## Selección de su filmografía
| Cine       | Cine                                  | Cine                   | Cine                        |
| Año        | Título                                | Personaje              | Observaciones               |
| ---------- | ------------------------------------- | ---------------------- | --------------------------- |
| 1935       | Home on the Range                     |                        |                             |
| 1936       | The Trail of the Lonesome Pine        | Tater                  |                             |
| 1936       | Sea Spoilers                          | Hogan                  |                             |
| 1937       | Mountain Music                        |                        |                             |
| 1940       | Law and Order                         | Deadwood               |                             |
| 1941       | Law of the Range                      | Chap                   |                             |
| 1941       | The Shepherd of the Hills             | Mr. Palestrom          |                             |
| 1944       | Trigger Trail                         | Echo                   |                             |
| 1945       | Song of the Sarong                    | Pete McGillicutty      |                             |
| 1945       | Renegades of the Rio Grande           | Ranger Trigger Bidwell | Otro título: Bank Robbery   |
| 1947       | The Egg and I                         | Taxista                |                             |
| 1949       | Rimfire                               | Porky Hodges           |                             |
| 1951       | Skipalong Rosenbloom                  | Sneaky Pete            | Otro título: Square Shooter |
| 1952       | Night Raiders                         | Tex                    |                             |
| 1966       | Waco                                  | Telegrafista           | Sin créditos                |
| Televisión |                                       |                        |                             |
| Año        | Título                                | Personaje              | Observaciones               |
| 1950–1951  | The Gene Autry Show                   | Sagebrush - Compañero  | 4 episodios                 |
| 1955–1957  | Captain Gallant of the Foreign Legion | Soldado Fuzzy Knight   | 33 episodios                |
| 1959       | The Man and the Challenge             | Burro Charlie          | 1 episodio                  |
| 1960       | Outlaws                               | Isaac Miller           | 1 episodio                  |
| 1962       | The Tall Man                          | Red                    | 1 episodio                  |
| 1962       | The Joey Bishop Show                  | Charles Porter         | 2 episodios                 |